# Федеральное агентство лесного хозяйства
Федеральное агентство лесного хозяйства России (Рослесхоз) — федеральный орган исполнительной власти, осуществляющий функции по контролю и надзору в области лесных отношений (за исключением лесов, расположенных на особо охраняемых природных территориях), а также по оказанию государственных услуг и управлению государственным имуществом в области лесных отношений.
Находилось с 2010 по 2012 года в ведении Правительства России (до августа 2010 — Минсельхоза России). С 2012 года находится в ведении Министерства природных ресурсов и экологии РФ.

## Основные функции
- нормативно-правовое регулирование в области обеспечения рационального, непрерывного и неистощительного лесопользования, воспроизводства, охраны и защиты лесов, объектов животного мира (за исключением отнесенных к объектам охоты), выполнения мер по лесному семеноводству, гидромелиоративных работ и иных работ по ведению лесного хозяйства, рационального использования земель лесного фонда, сохранения и усиления средообразующих, защитных, водоохранных, рекреационных и иных полезных природных свойств лесов;
- нормативно-правовое обеспечение проведения лесоустройства;
- оказание государственных услуг, связанных с предоставлением информации о состоянии участков лесного фонда, организацией выбора участков лесного фонда для разрешенных видов использования лесов;
- осуществление государственной лесной охраны и мониторинга лесов;
- ведение Государственного лесного реестра Российской Федерации;
- рассмотрение ходатайств о переводе лесных земель в нелесные и переводе земель лесного фонда в земли иных категорий.
- управление национальными парками России[3].

В ведении Федерального агентства лесного хозяйства находится ЕГАИС учёта древесины.

## Знаки отличий
Служащие имеют форменную одежду, со знаками отличиями, петлицы, шевроны утверждённые Приказом Рослесхоза от 19.11.2014 № 426 «Об утверждении образцов форменной одежды, знаков различия и отличия, порядка ношения форменной одежды должностными лицами Федерального агентства лесного хозяйства и его территориальных органов». Имеют классные чины, однако, в отличие от других федеральных служб, знаки отличий на петлицах не привязаны к классному чину. Петлицы обозначают высший, средний и младший состав по должностям.
В штат Рослесхоза входят лесничие, лесники, инженеры лесного хозяйства, мастера леса. На основании Положения о классности лесничим и помощникам лесничих Рослесхоза от 25 июня 1993 года № 173 присваиваются классные звания: «Лесничий I класса», «Лесничий II класса».
На основании статьи 96 Лесного кодекса должностные лица Рослесхоза имеют право на ношение, хранение, применение специальных средств и служебного оружия.
| Высший начальствующий состав (Руководитель) | Высший начальствующий состав (Заместитель) | Начальник территориального органа | Заместитель, помощник руководителя | Средний начальствующий состав | Средний начальствующий состав | Средний начальствующий состав (специалисты) |

### Руководители агентства
1. Рощупкин Валерий Павлович (2004—2008)
2. Савинов Алексей Иванович (26 мая 2008 — 20 августа 2010)
3. Масляков Виктор Николаевич (20 августа 2010 — 15 апреля 2013)
4. Лебедев Владимир Альбертович (15 апреля 2013 — 9 октября 2014)
5. Валентик Иван Владимирович (27 октября 2014 — 2 июля 2019)
6. Клинов Михаил Юрьевич врио руководителя (3 июля — 30 сентября 2019)
7. Аноприенко Сергей Михайлович (с 30 сентября 2019 — 12 апреля 2021)
8. Советников Иван Васильевич (с 12 апреля 2021)

### Структура центрального аппарата агентства
- Управление делами и внутреннего контроля;
- Управление информационных систем и государственного лесного реестра;
- Управление земельных отношений и лесоустройства;
- Управление охраны лесов от пожаров;
- Управление воспроизводства и защиты лесов;
- Управление федерального государственного лесного надзора;
- Управление организации контроля за переданными полномочиями;
- Финансово-экономическое управление;
- Управление науки, образования и международного сотрудничества;
- Управление правового обеспечения и использования лесов;
- Отдел защиты государственной тайны;

## Подведомственные организации

### ФГБУ «Рослесинфорг»
Основной целью деятельности учреждения является государственная инвентаризация лесов (ГИЛ), включая дистанционный мониторинг использования лесов; лесоустройство, лесное планирование и проектирование; кадастровое оформление земельных участков лесного фонда; установление границ лесничеств и лесопарков; создание, развитие, эксплуатация и техническая поддержка федеральных информационных систем, ресурсов и баз данных лесного хозяйства; хозяйственная деятельность в интересах федеральных, региональных и муниципальных органов власти, а также крупных корпораций лесной промышленности, топливно-энергетического комплекса, строительства, транспорта и связи.

### ФБУ «Авиалесоохрана»
Основной целью деятельности учреждения является осуществление контроля за достоверностью сведений о пожарной опасности в лесах и лесных пожарах; осуществление функций специализированной диспетчерской службы Федерального агентства лесного хозяйства; подготовка, переподготовка кадров, повышение квалификации преподавательского состава и специалистов по мониторингу и тушению лесных пожаров; обеспечение готовности к действиям сил и средств, предназначенных для предупреждения и ликвидации чрезвычайных ситуаций в лесах, возникших вследствие лесных пожаров.

### ФБУ «Рослесозащита»
Основной целью деятельности учреждения является защита леса и лесопатологический мониторинг; государственный мониторинг воспроизводства лесов; мониторинг состояния лесов; формирование и хранение федерального фонда семян лесных растений; противодействие коррупции.

### ФГКУ «Рослесресурс»
Основной целью деятельности учреждения является оказание услуг по организации и размещению государственных заказов на поставки товаров; выполнение работ, оказание услуг для государственных нужд в установленной сфере деятельности Федерального агентства лесного хозяйства, а также контроль за осуществлением полномочий органами государственной власти субъектов Российской Федерации, переданных в соответствии со статьей 83 Лесного кодекса РФ, за расходованием средств, предоставляемых для осуществления полномочий органами государственной власти субъектов Российской Федерации в области лесных отношений, осуществляемых за счет субвенций из федерального бюджета.

### ФБУ «Российский музей леса»
Музей, федеральное бюджетное учреждение в системе научного-просветительского обеспечения Федерального агентства лесного хозяйства.

### Научно-исследовательские учреждения
- ФБУ «Всероссийский научно-исследовательский институт лесоводства и механизации лесного хозяйства» (ФБУ «ВНИИЛМ»)
- ФБУ «Санкт-Петербургский научно-исследовательский институт лесного хозяйства» (ФБУ «СПБНИИЛХ»)
- ФБУ «Дальневосточный научно-исследовательский институт лесного хозяйства» (ФБУ «ДАЛЬНИИЛХ»)
- ФБУ «Северный научно-исследовательский институт лесного хозяйства» (ФБУ «СЕВНИИЛХ»)
- ФГБУ «Всероссийский научно-исследовательский институт лесной генетики, селекции и биотехнологии» (ФГБУ «ВНИИЛГИСБИОТЕХ»)

### Дополнительное профессиональное образование
- ФАУ ДПО «Всероссийский институт повышения квалификации руководящих работников и специалистов лесного хозяйства» (ФАУ ДПО ВИПКЛХ)
- ФАУ ДПО «Институт повышения квалификации работников лесного хозяйства» (ФАУ ДПО ИПКЛХ)

## Образовательные учреждения
На апрель 2010 года в ведении агентства находятся 19 государственных образовательных учреждений среднего профессионального образования, в том числе:
- 4 лесных колледжа (обеспечивают получение образования базового и повышенного уровня)
  - Арчединский лесной колледж (посёлок Арчединского лесхоза, Фроловский район, Волгоградская область)
  - Лисинский лесной колледж (посёлок Лисино-Корпус, Тосненский район, Ленинградская область)
  - Пензенский лесной колледж (посёлок Сосновоборск, Пензенская область)
  - Хреновской лесной колледж (село Слобода, Бобровский район, Воронежская область)
- 15 лесхозов-техникумов (обеспечивают получение только базового уровня образования)

Во всех заведениях в общей сложности обучается около 9,5 тыс. студентов по очной и заочной формам обучения.
- В число подведомственных организаций Федерального Агентства лесного хозяйства входят научно-исследовательские институты, старейшим из которых является ФБУ СПбНИИЛХ, а также Российский музей леса.

## Классные чины и форменная одежда
Служащие государственной гражданской службы имеют классные чины по группам 1, 2 и 3 классов, которые соответствуют определенному воинскому званию. Классные чины установлены статьей 11 Федерального закона от 27.07.2004 № 79-ФЗ «О государственной гражданской службе Российской Федерации» и Указом Президента Российской Федерации от 01.02.2005 года № 113 «О порядке присвоения и сохранения классных чинов государственной гражданской службы Российской Федерации федеральным государственным гражданским служащим».
Служащие федеральной службы имеют универсальную форменную одежду, со знаками отличиями и петлицами, утвержденную Приказом Федерального агентства лесного хозяйства от 19 ноября 2014 г. N 426 «Об утверждении образцов форменной одежды, знаков различия и отличия, порядка ношения форменной одежды должностными лицами Федерального агентства лесного хозяйства и его территориальных органов».

## Коррупция
Мослесхоз, структурно входящий в Рослесхоз и обладающий землёй повышенной ликвидности, замешан в ряде коррупционных дел.
- В конце 2007 года Мослесхоз сдал в аренду 900 гектаров в районе Рублёвского шоссе по цене 700 рублей за сотку, при реальной стоимости 10—15 тысяч $[источник не указан 4479 дней]. Главу Мослесхоза Сергея Сопина, разрешившего аукцион, уволили с работы.
- В 2008 году был пойман при получении взятки в 650 тысяч $ заместитель главы Мослесхоза Владимир Лысенко. Чиновник требовал с бизнесмена деньги за продление договора аренды на участок леса под Звенигородом, за что в итоге был осужден на шесть лет лишения свободы.
- Возбуждено уголовное дело в отношении другого замглавы Мослесхоза, Елены Хмелевской. В 2002—2003 годах она, будучи заместителем директора Ногинского лесхоза, передала 915 гектаров федерального лесного фонда городу Электросталь под вырубку и застройку[14]. Уголовное дело возбуждено в декабре 2007 года по результатам комплексной проверки, проведённой Росприроднадзором и департаментом экономической безопасности МВД России в подмосковном ФГУП «Ногинский лесхоз». По подсчёту следователей, в результате таких действий Хмелевской бюджету РФ причинен ущерб на 3,294 млрд рублей. После начала следствия Хмелевская срочно легла в больницу, а выписавшись, исчезла в неизвестном направлении. Следственный комитет при прокуратуре РФ объявил Хмелевскую в федеральный розыск[15]; задержана она была в Подмосковье в сентябре 2008 года[16].